# Kleczew
Kleczew ([ˈklɛt͡ʂɛf]) (deutsch Lehmstädt) ist eine Stadt im Powiat Koniński der Woiwodschaft Großpolen in Polen. Sie ist Sitz der gleichnamigen Stadt-und-Land-Gemeinde mit 9908 Einwohnern (Stand 31. Dezember 2020).

## Geografie
Kleczew liegt im Osten der Woiwodschaft Großpolen, etwa 15 Kilometer nördlich von Konin.

## Geschichte
Das heutige Kleczew erhielt am 12. Januar 1366 Stadtrecht nach Magdeburger Recht. Im 16. Jahrhundert erfolgte ein Zuzug von Deutschen und Juden in die Stadt. 1648 zerstörte ein Brand große Teile der Stadt. Bei der Zweiten Polnischen Teilung kam der Ort 1793 zu Preußen. 1807 wurde er Teil des Herzogtums Warschau und 1815 Teil Kongresspolens. Ende des 18. Jahrhunderts begann sich die Tuchproduktion in Kleczew zu entwickeln. Während des Januaraufstands kam es zu Zusammenstößen von Aufständischen der Stadt und russischen Truppen, der schwerste am 10. Juni 1863. 1870 verlor der Ort sein Stadtrecht.
Nach dem Ersten Weltkrieg wurde der Ort Teil des wiederentstandenen Polens und erhielt 1919 wieder Stadtrecht. Zu Beginn des Zweiten Weltkrieges marschierte am 12./15. September 1939 die deutsche Wehrmacht in Kleczew ein und der Ort wurde Teil des Warthelands. Die etwa 1000 Juden der Stadt wurden am 17./18. August deportiert und später ermordet. Im Januar 1945 marschierte die Rote Armee in das Gebiet ein und der Ort wurde wieder Teil Polens.
Im Jahr 1977 wurde Kleczew Verwaltungssitz des Braunkohlebergwerks Konin, dem größten der Woiwodschaft Konin bzw. später der Woiwodschaft Großpolen.

### Einwohnerentwicklung
Nachfolgend die graphische Darstellung der Einwohnerentwicklung.

## Kultur und Sehenswürdigkeiten
- Die Kirche des Heiligen Andreas stammt aus der zweiten Hälfte des 14. Jahrhunderts.
- Die Synagoge, errichtet zwischen 1853 und 1868, wird gegenwärtig als Kino genutzt.
- Der katholische Friedhof wurde am Anfang des 19. Jahrhunderts angelegt und ist noch in Benutzung.
- Das Gebäude des städtischen Gerichts wurde 1928/1929 errichtet. Heute wird es als Bibliothek genutzt.

## Gemeinde
Zur Stadt-und-Land-Gemeinde (gmina miejsko-wiejska) Kleczew mit einer Fläche von 110,1 km² gehören die Stadt selbst und 20 Dörfer mit Schulzenämtern.

## Verkehr
Durch die Stadt verläuft die Woiwodschaftsstraße 264 (droga wojewódzka 264). Diese mündet zwei Kilometer nordwestlich in die Woiwodschaftsstraße 263 und endet im Süden nach 15 Kilometern in Konin.
Kleczew verfügt über keinen Bahnanschluss.
Der nächste internationale Flughafen ist der Flughafen Poznań-Ławica, der etwa 80 Kilometer westlich liegt.